# Manoir de Cunfio
Le manoir de Cunfio est un édifice situé à Plouay, en France.

## Situation
Le manoir est situé sur le territoire de la commune de Plouay, au lieu-dit Cunfio, dans le département du Morbihan, en région Bretagne.

## Description
Le manoir date des XVIIe et XVIIIe siècles, une aile latérale du logis est détruite. Il est construit en moellons de granite, édifice à un étage carré, élévation à travées. Toiture à longs pans recouverte d'ardoises, croupe, pignon couvert. Escalier dans-œuvre : escalier tournant à retours sans jour.

## Histoire
Le manoir est inscrit à l'inventaire général du patrimoine culturel.